# Малінувка (Холмський повіт)
Малінувка (пол. Malinówka) — село в Польщі, у гміні Савин Холмського повіту Люблінського воєводства.
Населення — 96 осіб (2011).
У 1975-1998 роках село належало до Холмського воєводства.

## Демографія
Демографічна структура станом на 31 березня 2011 року:
|          | Загалом | Допрацездатний вік | Працездатний вік | Постпрацездатний вік |
| -------- | ------- | ------------------ | ---------------- | -------------------- |
| Чоловіки | 47      | 10                 | 28               | 9                    |
| Жінки    | 49      | 5                  | 28               | 16                   |
| Разом    | 96      | 15                 | 56               | 25                   |